# Gymnochthebius radiatus
Gymnochthebius radiatus är en skalbaggsart som beskrevs av Perkins 2005. Gymnochthebius radiatus ingår i släktet Gymnochthebius och familjen vattenbrynsbaggar. Inga underarter finns listade i Catalogue of Life.